# Vino je grunt
Vino je grunt – singel Ewy Farnej i Frantiska Segrado nagrany na potrzeby czeskiego serialu Vinaři,  wydany w sierpniu 2015 roku. 

## Teledysk
Teledysk został wydany 5 sierpnia na kanale YouTube EwaFarnaVEVO.

## Pozycje na listach przebojów
| Lista          | Najwyższa pozycja |
| -------------- | ----------------- |
| Czeskie Top 50 | 24                |
| Radio Top 100  | 99                |